# Arne (Grecia)
Para otra antigua ciudad griega, en la región de Tesalia, llamada Arne, véase Cíero.
Arne (en griego, Άρνη) es el nombre de una antigua ciudad griega de Beocia, que fue mencionada por Homero en el Catálogo de las naves de la Ilíada.
Estrabón proponía varias posibles alternativas sobre la localización de Arne: por un lado, algunos opinaban que era el antiguo nombre de Acrefias, por otro señalaba la posibilidad de que, al igual que Midea, hubiese sido tragada por el lago Copaide. Aparte, el autor no compartía la suposición de Zenódoto de Éfeso, que  creía que Arne era el mismo lugar que Ascra, la patria de Hesíodo. Según Pausanias, Arne era el antiguo nombre de Queronea.
Según Tzetzes Arne lleva el nombre por Arne, nodriza de Poseidón, porque cuando Crono buscaba a Poseidón negó tenerlo, de ahí que la ciudad se llamara Arne, y anteriormente era llamada Sinoesa.
En época moderna se ha tratado de identificar Arne con Gla, o con la ciudad de origen de los flegias, pero tales posibilidades no ofrecen mayores garantías que las hipótesis antiguas.